# Egons Maisaks
Egons Maisaks (* 28. April 1948 in Riga; † 21. September 1994 ebenda) war ein sowjetischer bzw. lettischer Theater- und Film-Schauspieler.

## Leben und Leistungen
Egons Maisaks besuchte bis 1966 die 45. Rigaer Sekundarschule und studierte danach am Staatlichen Konservatorium „Jāzeps Vītols“, wo er der Abteilung der Puppentheaterspieler angehörte. Nach dem Abschluss im Jahr 1973 war Maisaks drei Jahre am Staatlichen Puppentheater der LSSR aktiv und stellte dort u. a. in Schwejk-Adaptionen die Titelrolle dar. Anschließend wechselte er an das Lettische Nationaltheater und trat dort bis zu seinem Tod in verschiedenen Werken russischer und lettischer sowie internationaler Autoren auf. Zu den Rollen des dunkelhaarigen Mimen gehörten Marcus Licinius Crassus in Spartacus (1977), der Gutsbesitzer Bobtschinski in Der Revisor (1981), die Titelcharaktere in Scapins Streiche und Romulus der Große (beide 1990) sowie Ben Gun in einer Bühnenfassung des Romans Die Schatzinsel (1992). In Michail Bulgakows Molière (1978) spielte er an der Seite von Alfrēds Jaunušans.
Von 1965 an war Maisaks auch einige Male in Filmproduktionen des Rigaer Kinostudios zu sehen, erstmals in einer Adaption von Anatols Imermanis’ und Gunārs Cīrulis’ Roman „Tobago“ maina kurs. Bekanntheit erlangte er v. a. für seine Auftritte in Kinderfilmen wie Die Uhr des Kapitän Enrico, Cielaviņas armija atkal cīnās (beide 1968) und Das Märchen vom Däumling (1986) sowie für die Komödie Dāvana vientuļai sievietei (1973), in der er und Leons Krivāns ein erfolgloses Gaunerduo darstellten.
Maisaks war mit der Schauspielerin Dsintra Maisaka verheiratet. Er starb 46-jährig in seiner Geburtsstadt und wurde auf dem Rigaer Waldfriedhof beigesetzt.

## Theaterrollen (Auswahl)
- 1976: Тот, кто получает пощёчины (Tot, kto polutschajet poschtschjotschiny) von Leonid Andrejew
- 1977: Maija und Paija (Maija un Paija) von Anna Brigadere
- 1977: Spartakus (Spartaks) von Andrejs Upīts
- 1978: Molière (Moljer) von Michail Bulgakow
- 1979: Emil und die Detektive von Erich Kästner
- 1979: Grausame Spiele (Schestokije igry) von Alexei Arbusow
- 1980: The Lion in Winter von James Goldman
- 1981: Der Revisor (Rewisor) von Nikolai Gogol
- 1985: Oliver von Haris Gulbis
- 1986: Viel Lärm um nichts (Much adoe about Nothing) von William Shakespeare
- 1987: Mirabeau (Mirabo) von Andrejs Upīts
- 1990: Scapins Streiche (Les Fourberies de Scapin) von Molière
- 1990: Romulus der Große von Friedrich Dürrenmatt
- 1992: Die Schatzinsel nach Robert Louis Stevenson
- 1994: Le Chandelier von Alfred de Musset

## Filmografie (Auswahl)
- 1968: Die Uhr des Kapitän Enrico (Kapteiņa Enriko pulkstenis)
- 1968: Cielaviņas armija atkal cīnās
- 1973: Dāvana vientuļai sievietei
- 1984: Front im Vaterhaus (Fronte tēva pagalmā)
- 1986: Das Märchen vom Däumling (Sprīdītis)